# Forges de Rans
Les forges de Rans sont un établissement métallurgique industriel fondé en 1705 par le prince de Bauffremont sur les bords de la rivière Doubs, à Rans dans le département du Jura. Cet établissement se composait d'un haut fourneau, d'une forge et de feux d'affinerie. Les bâtiments sont inscrits aux monuments historiques le 21 décembre 1984.

## Histoire
Le prince de Bauffremont est autorisé, par un arrêt royal du 13 janvier 1705, à construire une forge au bord du Doubs. En 1790, les installations se composent d'un haut fourneau, d'une forge et de deux feux d'affinerie. L'ensemble est racheté par Léonard Caron en 1798. En 1840, la chaleur des gaz du gueulard est récupérée pour la soufflerie. On dénombre alors 27 ouvriers.
En 1854 est créée la société des Hauts Fourneaux, Fonderies et Forges de Franche-Comté. Le site de Rans étant destiné à devenir le principal centre de production, l'usine est profondément modifiée entre 1854 et 1857. Le minerai de fer, d'abord extrait à Dampierre est exploité, dès 1846, dans une mine à ciel ouvert situé à Ougney. Les forges de Rans sont alors reliées à ces mines ainsi qu'à la nouvelle usine en développement du site des forges de Fraisans, quatre autres hauts fourneaux furent construits dès 1854, deux au bois, deux au coke (construits en 1863, pendant que le personnel atteignait 250 personnes),.
Vers 1870, les fourneaux en bois sont démolis, seuls les fours à coke restent en activité avant que l'usine ne ferme en 1891, l'usine compte 125 ouvriers en 1878. Elle est reprise par la société Distibois qui fabrique du charbon de bois entre 1938 et 1976. Cette entreprise installe un laboratoire non loin du logement de fonction patronal. Une centrale hydroélectrique est construite en 1920. Elle sert de bâtiment d'eau à la société jusqu'en 1976 avant de redevenir autonome, elle reste active jusqu’en 1988.
Le XXe siècle voit le déclin de cette industrie avec la fermeture des mines d'Ougney en 1922. Le dernier fourneau de Rans s’éteint en 1935,.

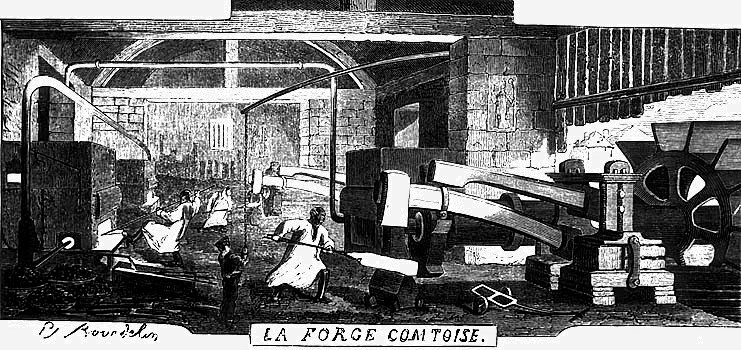
Ligne de martinets, 1859.
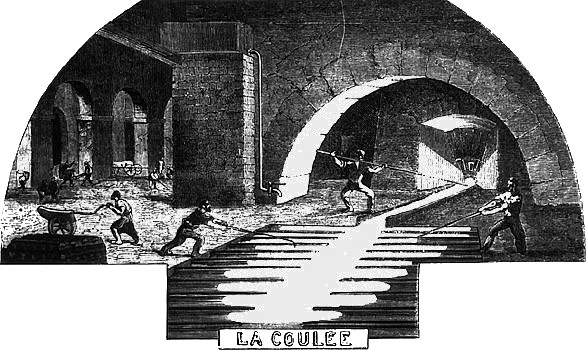
Coulée du métal en fusion dans les canaux ménagés dans le sol, 1859.

## Vestiges
Une partie des bâtiments sont inscrits aux monuments historiques le 21 décembre 1984. Au début du XXIe siècle, les bâtiments sont désaffectés et dégradés, en partie sans toiture,.

Vestiges des forges de Rans.
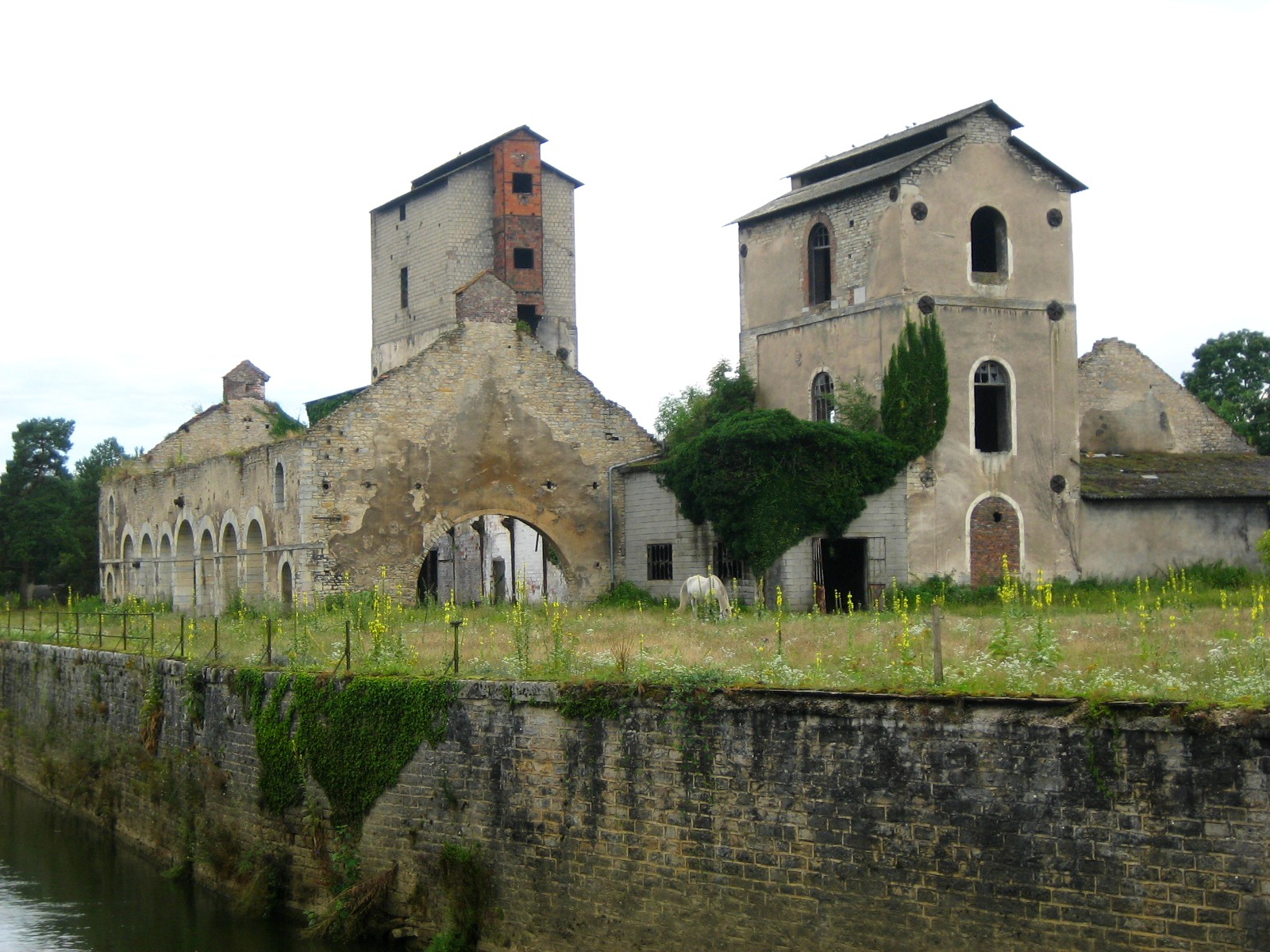
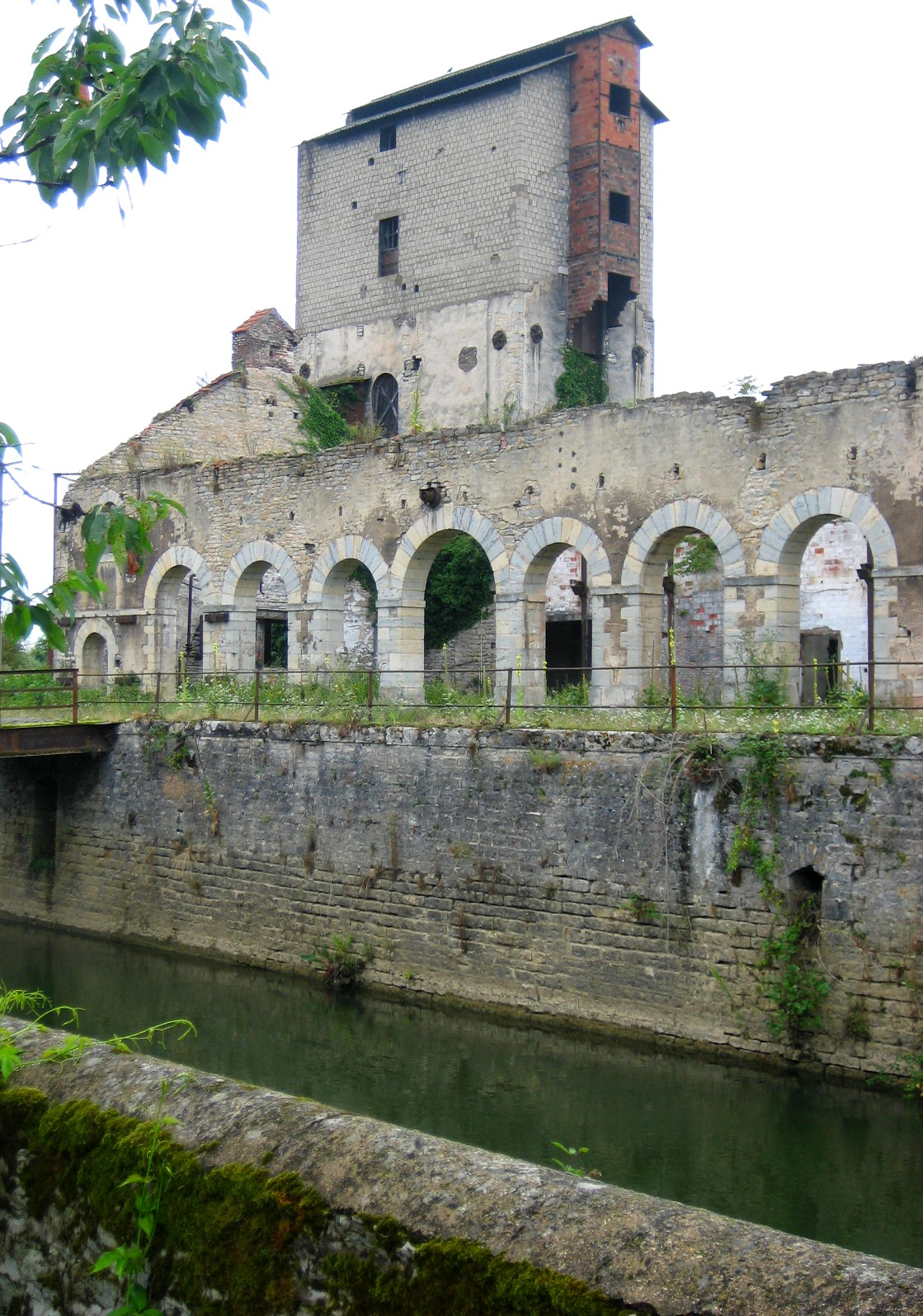
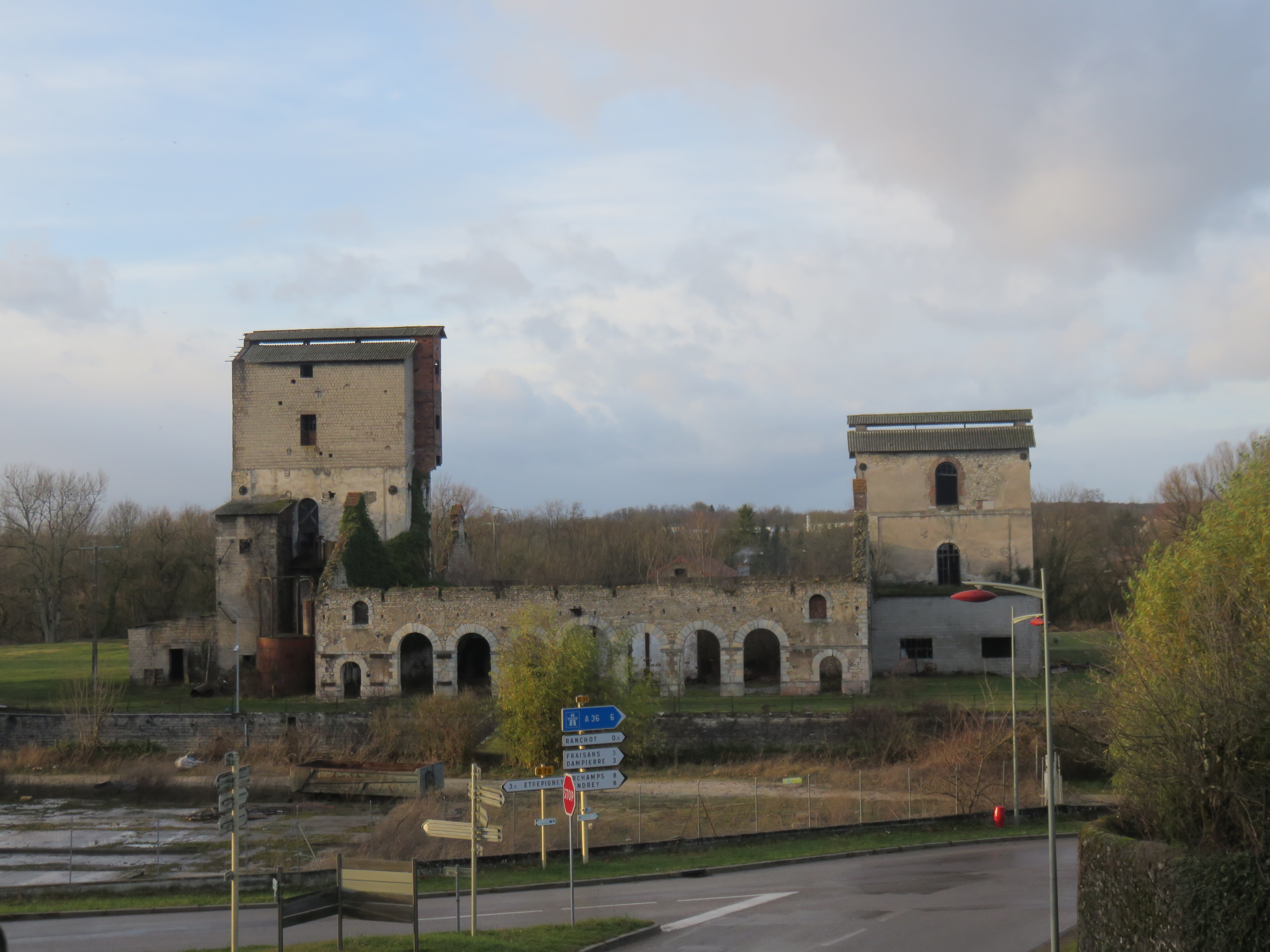
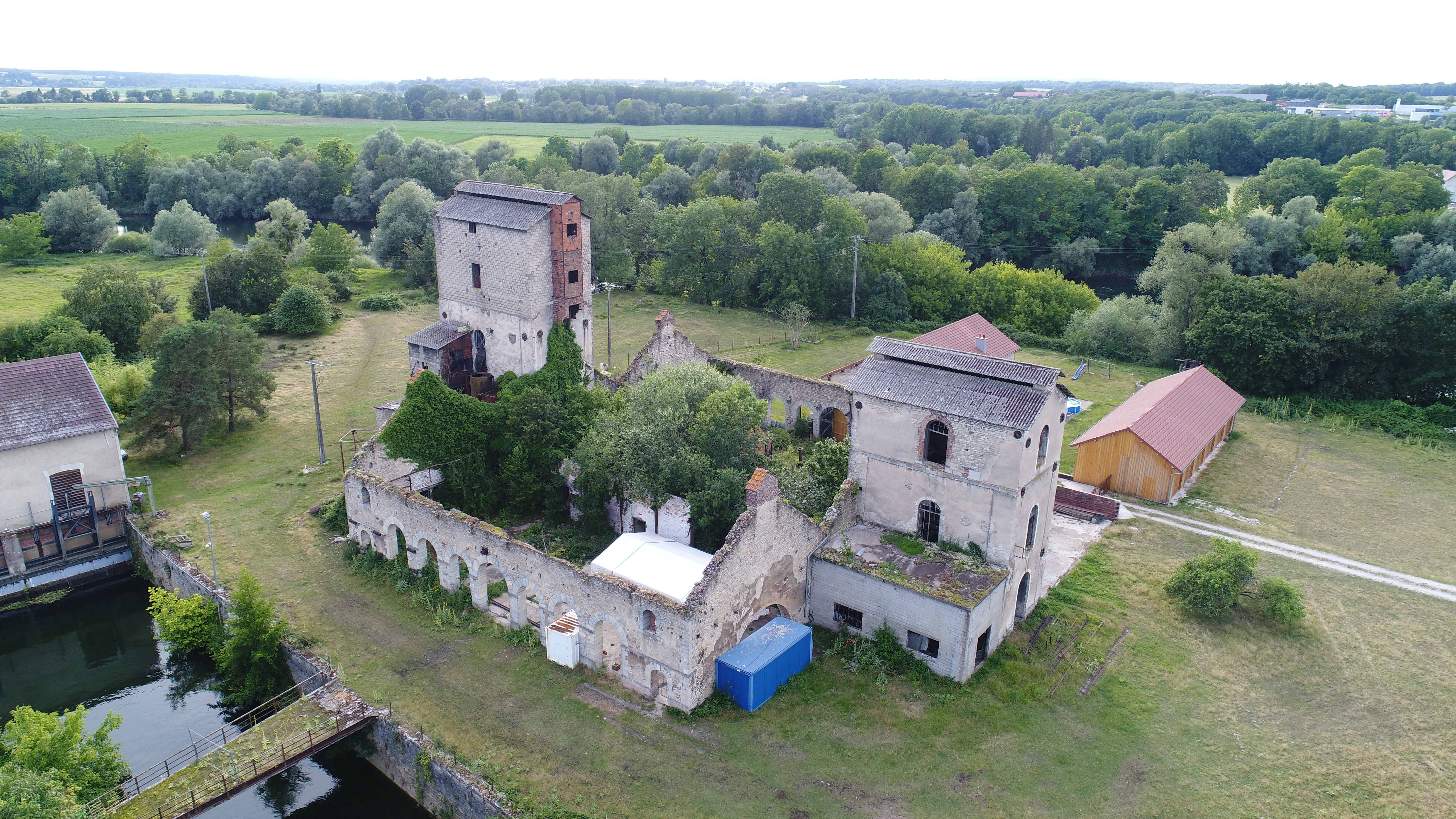
Vue aérienne.